# آنوک دکر
منیکه آنوک دکر (تلفظ هلندی: [ma:ˈrikə a:ˈnuk ˈdɛkər]; زادهٔ ۱۵ نوامبر ۱۹۸۶) یک بازیکن زن فوتبال اهل هلند است که در پست‌های هافبک و مهاجم برای باشگاه فوتبال زنان مون‌پلیه و تیم ملی فوتبال زنان هلند بازی می‌کند.

## پیشهٔ باشگاهی
او پیش از رفتن به به‌نه لیگ و لیگ برتر هلند و پیوستنش به تیم توئنته در سال ۲۰۰۷ از سال ۲۰۰۵ تا ۲۰۰۷ برای باشگاه فوتبال راین هایکه و در بوندس‌لیگا بازی می‌کرد. پس از نه فصل بازی برای تیم توئنته او به لیگ برتر فوتبال زنان فرانسه رفت و برای تیم مون‌پلیه در سال ۲۰۱۶ و تا پایان فصل ۱۶–۲۰۱۵ بازی کرد. در ژانویهٔ ۲۰۱۷ آنوک یک قرارداد جدید ۲٬۵ ساله را با این تیم به امضا رساند.

## پیشهٔ ملی
در ۲۱ نوامبر ۲۰۰۹ مربی ورا پائو برای نخستین به او در تیم ملی بازی داد. این بازی مقابل تیم ملی فوتبال زنان بلاروس انجام شد.
او همچنین برای حضور در مسابقات فوتبال زنان اروپا ۲۰۱۳ که در کشور سوئد برگزار می‌شد به اردوی تیم ملی فوتبال زنان هلند دعوت شد. با وجود مصدومیت از ناحیه صورت که از بازی دوستانه پیشین در مقابل تیم ملی فوتبال زنان ایرلند شمالی داشت او موفق شد جای خود را در تیم ملی حفظ کند. وی همچنین در جام جهانی فوتبال زنان ۲۰۱۵ نیز یکی از اعضای تیم ملی و همین‌طور یکی از بازیکنان تیم قهرمان هلند در مسابقات فوتبال زنان اروپا ۲۰۱۷ بود.
او در هر دو تورنومنت در تمامی بازیهای این تیم در زمین حاضر شد و برای این تیم بازی کرد و توانست نام خود را به عنوان یکی از بهترین مدافعان مسابقات نیز به ثبت برساند.

### گل‌های ملی
فهرست گل‌های زده و نتایج بازی‌ها در تیم ملی هلند.
| گل | تاریخ           | محل برگزاری                           | حریف   | تعداد گل زده | نتیجه بازی | چهارچوب رقابت                              |
| -- | --------------- | ------------------------------------- | ------ | ------------ | ---------- | ------------------------------------------ |
| ۱. | ۱۳ ژوئن ۲۰۱۰    | اوسترئنک‌استادیون، زووله، هلند         | بلژیک  | 1–0          | 4–1        | دوستانه                                    |
| ۲. | ۱۹ ژوئن ۲۰۱۰    | اوسترئنک‌استادیون، زووله، هلند         | نروژ   | 2–2          | 2–2        | بازیهای انتخابی جام جهانی فوتبال زنان ۲۰۱۱ |
| ۳. | ۲۶ اکتبر ۲۰۱۳   | استادیوم خوزه د کاروالو، مایا، پرتغال | پرتغال | 3–0          | 7–0        | بازیهای انتخابی جام جهانی فوتبال زنان ۲۰۱۵ |
| ۴. | ۱۷ سپتامبر ۲۰۱۴ | ورزشگاه نادرو، بکستوآ، نروژ           | نروژ   | 1–0          | 2–0        | بازیهای انتخابی جام جهانی فوتبال زنان ۲۰۱۵ |
| ۵. | ۷ فوریه ۲۰۱۵    | ورزشگاه پولمن استادیون، آلملو، هلند   | تایلند | 5–0          | 7–0        | دوستانه                                    |
| ۶. | ۸ مارس ۲۰۱۷     | ورزشگاه الگاروه، فارو-لوله، پرتغال    | ژاپن   | 1–0          | 3–2        | جام آلگاروه ۲۰۱۷                           |

## افتخارات

### باشگاهی
توئنته و مون‌پلیه
قهرمان
- به‌نه لیگ (۲): ۱۳–۲۰۱۲, ۱۴–۲۰۱۳
- لیگ برتر فوتبال هلند (۵): ۱۱–۲۰۱۰, ۱۴–۲۰۱۳*, ۱۴–۲۰۱۳*, ۱۵–۲۰۱۴*, ۱۶–۲۰۱۵
- جام حذفی فوتبال زنان هلند (۲ مرتبه): ۰۸–۲۰۰۷، ۱۵–۲۰۱۴

*در حین دوره مسابقات به‌نه لیگ (۲۰۱۲ تا ۲۰۱۵)، تیمی که بالاترین رتبه را داشته‌است توسط اتحادیه فوتبال سلطنتی هلند به عنوان قهرمان کشور شناخته می‌شده‌است.
نایب قهرمان
- لیگ برتر فوتبال زنان فرانسه (۱ مرتبه): ۱۷–۲۰۱۶
- جام حذفی فوتبال زنان فرانسه (۱ مرتبه): ۱۶–۲۰۱۵
- به‌نه لیگ (۱ مرتبه): ۱۵–۲۰۱۴
- لیگ برتر هلند (۱): ۱۲–۲۰۱۱
- جام حذفی فوتبال زنان هلند (۱ مرتبه): ۱۳–۲۰۱۲
- به‌نه سوپرکاپ (۱ مرتبه): ۲۰۱۱

### ملی
هلند
- مسابقات فوتبال زنان اروپا (۱ مرتبه): ۲۰۱۷